# Bundestag (metrostation)
Bundestag is een station van de metro van Berlijn. Het station ligt aan lijn U5. Het werd initieel als onderdeel van de U55 geopend op 8 augustus 2009 maar maakt sinds 4 december 2020 deel uit van het traject van de U5. Het bevindt zich in het Berlijnse regeringsgebied in het district Mitte, direct voor het Paul-Löbe-Haus. De afstand tot het metrostation Brandenburger Tor bedraagt ongeveer 680 meter, tot het metrostation Hauptbahnhof is het ongeveer 610 meter. De toegangen tot het metrostation bevinden zich aan de Otto-von-Bismarck-Allee en aan de Paul-Löbe-Allee. Naast trappen is er ook een lift om het eilandperron te kunnen bereiken.